# چوپان‌لار (افیون قره‌حصار)
چوپان‌لار (به ترکی استانبولی: Çobanlar) یک منطقهٔ مسکونی در ترکیه است که در چوپانلار واقع شده‌است.